# Patrizia Valduga
Patrizia Valduga, all'anagrafe Patrizia Farinazzo (Castelfranco Veneto, 20 maggio 1953), è una poetessa e traduttrice italiana.

## Biografia
Patrizia Valduga è nata a Castelfranco Veneto. Iscrittasi alla Facoltà di Lettere a Venezia, ha seguito per quattro anni i corsi di Francesco Orlando (che definì "incontro fondamentale nella mia vita").

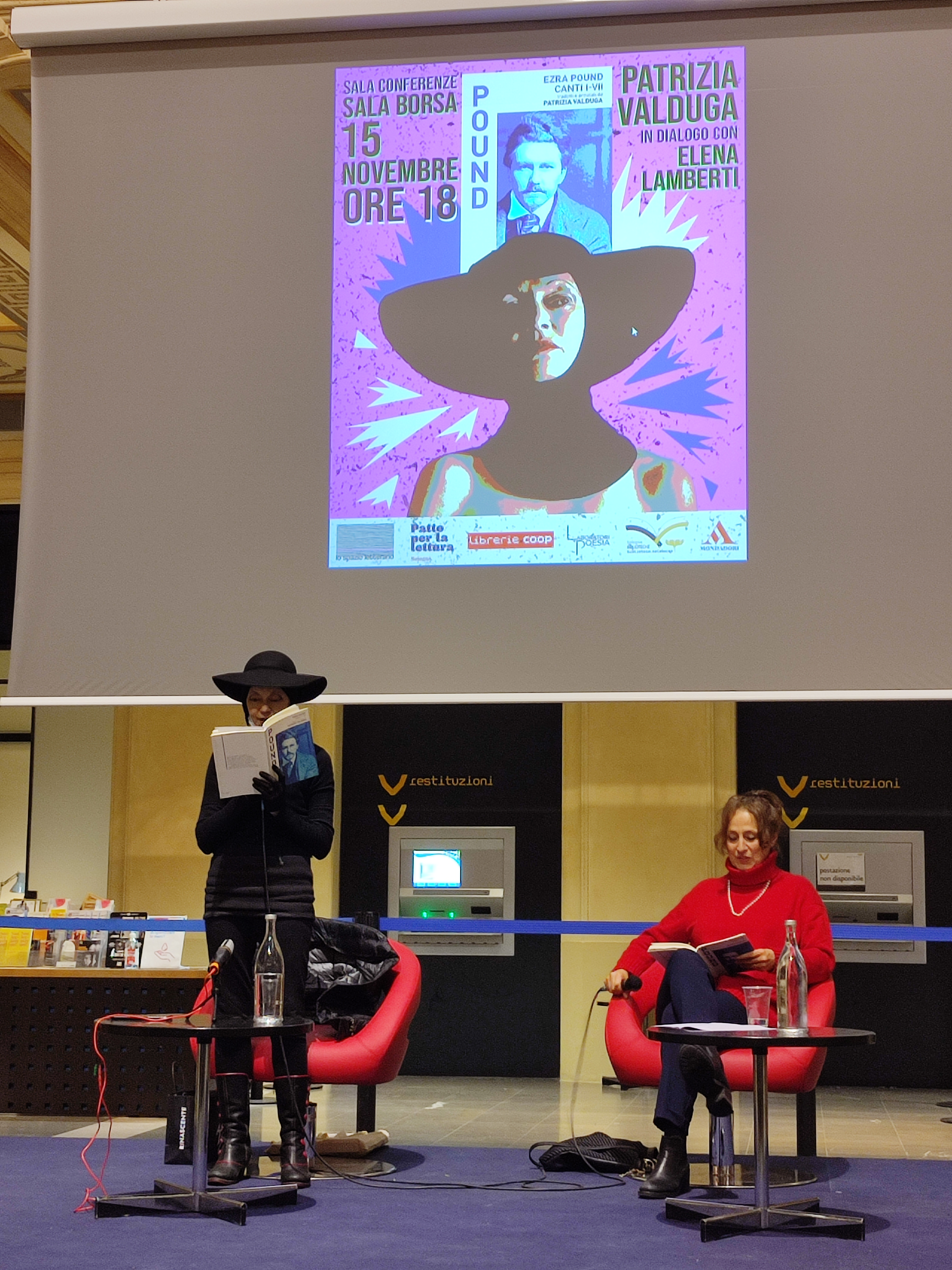
Patrizia Valduga in Sala Borsa a Bologna nel 2022

Ha esordito nel 1982 con l'opera Medicamenta, che ha ricevuto il Premio Viareggio Opera Prima di poesia.
Nel 1988 ha fondato la rivista mensile Poesia, che ha diretto per un anno.
Il poemetto Donna di dolori (1991) è stato portato sulle scene da Franca Nuti e ha vinto il premio Eleonora Duse nel 1992 e il premio Randone nel 1995.
Requiem (1994) ha vinto nello stesso anno il Premio Nazionale Rhegium Julii per la Poesia.
Nel 2003 viene pubblicato da Arnoldo Mondadori Editore, nella collana "Lo specchio", il poemetto Manfred, con la collaborazione del pittore Giovanni Manfredini.

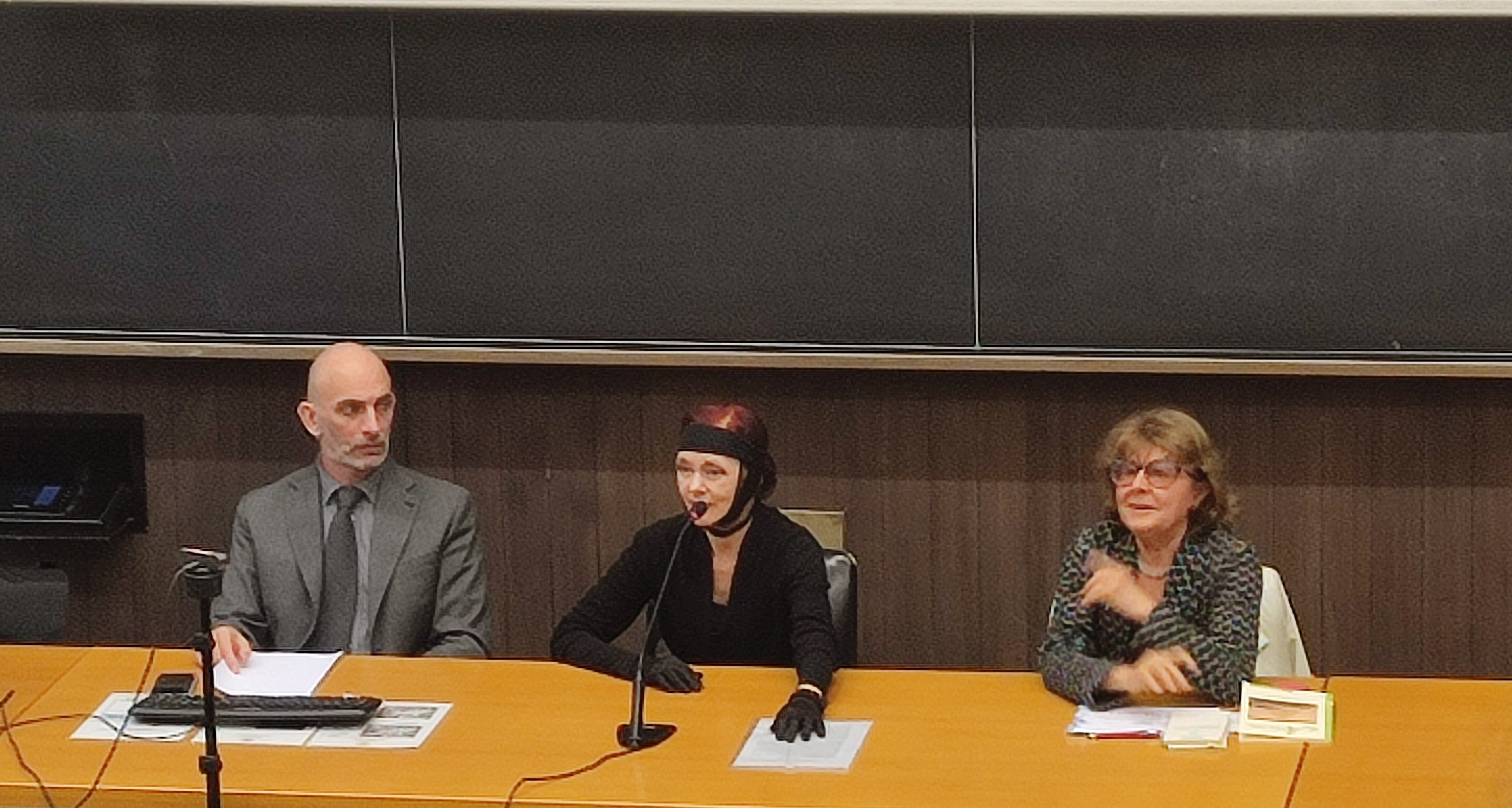
Patrizia Valduga all'Università di Bologna nel 2023

Compagna del poeta, traduttore e critico letterario Giovanni Raboni, la loro relazione è durata dal 1981 al 2004, anno della morte di lui. A Raboni ha dedicato la postfazione dell'ultima raccolta inedita del poeta scomparso, Ultimi versi, pubblicata postuma da Garzanti nel 2006; nella postfazione sono comprese ventitré poesie in rima composte nell'estate del 2004, durante la malattia di Raboni.
Nel 2010 le è stato assegnato il Premio Caprienigma per la letteratura.
Nel 2012 viene insignita del «Premio speciale» alla carriera alla XIV edizione del Premio letterario Castelfiorentino di Poesia e Narrativa.
Tra i molti scrittori da lei tradotti vi sono John Donne, Molière, Stéphane Mallarmé, Paul Valéry, Tadeusz Kantor, William Shakespeare, Pierre de Ronsard ed Ezra Pound.
Vive a Milano.

## Produzione letteraria

### Medicamenta
L'autrice ha esordito nel 1982 con la raccolta Medicamenta, dove ripristina in forma rigorosa tutti i generi metrici tradizionali, dal sonetto all'ottava, dalle terzine dantesche alle stanze di ballata, rappresentando così secondo alcuni critici un vero e proprio "caso" nella poesia più recente.

### La tentazione
Il difficile equilibrio tra lessico impetuoso e rigoroso rispetto della regola metrica che si trova in Medicamenta, sarà riprodotto nella raccolta La tentazione del 1985 e nelle poesie che verranno aggiunte in Medicamenta e altri medicamenta del 1989.

### Donna di dolori
più giù del buio della notte affondo.»
Nel 1991 è pubblicato il poemetto Donna di dolori che, con i suoi monologhi in versi, sembra eleggere come primario l'aspetto teatrale anche se ancora costretto in uno schema metrico composto da una severa sequenza di endecasillabi a rima baciata, così come accadrà nella raccolta più tarda dal titolo Corsia degli incurabili del 1996.

### Requiem
Ben diverso è il tono di Requiem, poemetto composto in ottave che regalano al testo un andamento narrativo ricco di pathos, superando la natura manieristica e secentesca che è possibile riscontrare nelle opere precedenti.
È un libro da considerarsi in fieri da quasi dieci anni; infatti, dopo la prima pubblicazione (1994), come leggiamo nella nota in quarta di copertina, "ha continuato ad essere scritto, o meglio, a scriversi, praticamente senza sosta, come fosse impossibile, mettergli davvero e per sempre la parola fine". 
Il volume raccoglie infatti le poesie scritte per la morte del padre dell'autrice, avvenuta nel 1991. La tematica della morte è espressa già nel titolo:Requiem, come la prima parola della preghiera dedicata ai defunti (Requiem aeternam), ma anche come la composizione vocale e strumentale basata sul testo della Messa in suffragio delle anime dei defunti.
Requiem è il grido di una figlia che non riesce a darsi pace per questa perdita, guardando alla morte come qualcosa di immanente che cancella un rapporto, che non può essere interpretata come un passaggio attraverso un mondo ultraterreno che reca conforto. Il dolore è concreto e non c'è spazio per la religione, i miti antichi o la metafisica per lenirlo, c'è solo il pianto e la disperazione che inducono la poetessa ad invocare invano il padre, senza ricevere per questo alcun conforto.
La raccolta non è soltanto la narrazione di una storia di dolore e malattia; il 2 dicembre di ogni anno, dal 1992, una nuova ottava si aggiunge alle ventotto precedenti, una riflessione, un appuntamento costante dell'autrice con la figura paterna, un rendergli conto della sua vita, ma anche per raccontare la sua sconsolata solitudine interiore.

### Corsia degli incurabili
In Corsia degli incurabili del 1996 l'autrice si avvale della voce monologante di un unico personaggio, un malato terminale isolato nel reparto di un ospedale, che parla con il metro del sirventese classico duecentesco, collocando così il poemetto tra poesia e teatro dove il linguaggio poetico serve da contrappeso per alleggerire in un certo qual modo le difficili problematiche affrontate.

### Cento quartine e altre storie d'amore
In Cento quartine e altre storie d'amore, l'autrice vuol mettere in evidenza la differenza fondamentale che esiste tra l'uomo e la donna e "racconta", in cento quartine e mille versi in terza rima, con un lessico privo di reticenza, quanto accade nel giro di una notte e durante un incontro amoroso, alternando in modo perfettamente bilanciato il linguaggio parlato a quello letterario.
La donna, che tende a una fusione tra mente e corpo, utilizza un linguaggio basato sul dialogo mente-corpo, mentre l'uomo, prevalentemente concentrato sul piacere, usa un linguaggio più meccanico, spesso volgare e brutale.
Come ha scritto, in un articolo apparso sul Corriere della Sera, il giornalista Giuliano Gramigna, nel confronto uomo-donna "gli atti carnali equivalgono agli atti di parola", in un "linguaggio osceno", che fa "il godimento della coppia".

### Prima antologia
Prima antologia, edita da Einaudi nel 1998, unisce alle due precedenti raccolte, Donna di dolori e Corsia degli incurabili un Carteggio che l'autrice dice aver composto insieme ad uno sconosciuto poeta. I versi delle due raccolte, scanditi sotto forma di endecasillabi a rima baciata e nel metro del sirventese, si contrappongono ai metri più variati e leggeri del Carteggio, dove le amorose schermaglie sono espresse in un gioco di parole ora ironiche, ora cortesi, ora galanti.

### Quartine. Seconda centuria
Quartine. Seconda centuria, che riprende dopo quattro anni (2001) la numerazione della precedente Cento Quartine e altri versi d'amore come a voler affermare la sua continuità, è la rappresentazione in versi di ciò che accade dopo l'annebbiarsi dei sensi nella mente e nel cuore.
Nei versi dalle tonalità che vanno dal sarcasmo alla malinconia, dalla disperazione alla saggezza con l'utilizzo di un registro linguistico differente, vengono scansite, quasi come talismano, alcune parole di poeti classici come Dante, Shakespeare, Prati, Pascoli, D'Annunzio e Rilke.

### Lezioni d'amore
In Lezioni d'amore si conclude il percorso che l'autrice aveva iniziato con Cento quartine e altre poesie d'amore e continuato con Quartine. Seconda centuria. Il poemetto analizza, in tre tempi connessi tra di loro, il percorso del desiderio che viene vissuto come perdita e umiliazione del proprio io razionale

## Opere

### Poesia
- Medicamenta, collana Quaderni della Fenice n. 86, Milano, Guanda, 1982.
- La tentazione, introduzione di Franco Cordelli, Milano, Crocetti, collana Aryballos n. 2, 1985.
- Medicamenta e altri medicamenta, con uno scritto di Luigi Baldacci, collana Collezione di poesia n. 211, Torino, Einaudi, 1989, ISBN 88-06-11618-5.
- Donna di dolori, Milano, Mondadori, collana Il nuovo Specchio, 1991, ISBN 88-04-34459-8.
- Requiem. Per mio padre morto il 2 dicembre 1991, Milano, Crocetti, collana Kylix n. 4, 1992
- Requiem. Per mio padre morto il 2 dicembre 1991, collana Poesia, Venezia, Marsilio, 1994, ISBN 88-317-6036-X.
- Corsia degli incurabili, collana Teatro, Milano, Garzanti, 1996, ISBN 88-11-64031-8.
- Cento quartine e altre storie d'amore, collana Collezione di poesia n. 265, Torino, Einaudi, 1997, ISBN 88-06-14544-4.
- Prima antologia, collana Collezione di poesia n. 276, Torino, Einaudi, 1998, ISBN 88-06-14955-5. (contiene Donna di dolori (1991) e Corsia degli incurabili (1996), più l'inedito Carteggio con un «poeta incognito»)
- Quartine. Seconda centuria, collana Collezione di poesia n. 295, Torino, Einaudi, 2001, ISBN 88-06-15772-8.
- Requiem, Torino, Einaudi, collana Collezione di poesia n. 311, 2002
- Manfred, Milano, Mondadori, collana Lo specchio, 2003
- Lezioni d'amore, collana Collezione di poesia n. 327, Torino, Einaudi, 2004, ISBN 88-06-16993-9.
- Il libro delle laudi, collana Collezione di poesia n. 401, Torino, Einaudi, 2012.
- Poesie erotiche, Milano, Einaudi, 2018.
- Belluno - Andantino e grande fuga, Torino, Einaudi, 2019.

Altro
- Postfazione a Giovanni Raboni, Ultimi versi, Milano, Garzanti, 2006 (contiene testi poetici inediti)

### Prosa
- Italiani, imparate l'italiano!, Napoli, Edizioni d'if, collana I Miosotìs n. 53, 2010. ISBN 978-88-88413-88-4; nuova ed. accresciuta, 2016

### Traduzioni
- John Donne, Canzoni e sonetti, Milano, SE, 1985
- Stéphane Mallarmé, Poesie, Milano, Mondadori, 1991
- Paul Valéry, Il cimitero marino, Milano, Mondadori, 1995
- Molière, Il malato immaginario, Firenze, Giunti, 1995
- Molière, Il misantropo, Firenze, Giunti, 1995
- William Shakespeare, Riccardo III, Torino, Einaudi, 1998
- Pierre de Ronsard, Respice et crede, Milano, Il Faggio, 2005
- Ezra Pound, Canti I-VII, Milano, Mondadori, 2022

### Curatele
- Breviario proustiano. Massime e sentenze della Recherche, Torino, Einaudi, 2011
- Poeti innamorati. Da Guittone a Raboni, Novara, Interlinea, 2011
- Giovanni Raboni, Nell'ora della cenere, Milano, Corriere della sera, 2012

## Premi
- 1982 – Premio Viareggio per opera prima di poesia, con Medicamenta[3]
- 1992 – Premio Eleonora Duse, con Donna di dolori
- 1994 – Premio Nazionale Rhegium Julii per la Poesia, con Requiem[4]
- 1995 – Premio Randone, con Donna di dolori
- 2010 – Premio Caprienigma per la letteratura
- 2012 – Premio letterario Castelfiorentino di Poesia e Narrativa, «premio speciale» alla carriera[7]
- 2019 – Premio Dessì per la poesia[18]
- 2025 - Premio di poesia Alma Mater - Violani Landi alla carriera, Alma Mater Studiorum - Università di Bologna[19][20]